# Шедько, Алексей Адольфович
Алексей Адольфович Шедько (род. 20 февраля 1962, Минск) — белорусский музыкант, актёр театра и кино.

## Биография
Родился 20 февраля 1962 года в Минске. По происхождению немец, настоящая фамилия — Шедковски, прадед Алексея изменил фамилию после Октябрьской революции. Окончил в 1984 году Белорусский государственный театрально-художественный институт. После службы в армии работал в филармониях в Тамбове, Гродно, в оркестре в Минске. В 1989 году организовал рок-группу «Доктор Моро» в Санкт-Петербурге. Группа просуществовала два года, выпустила альбом и было снято несколько видеоклипов. По возвращении в Минск начал работу в Национальном академическом драматическом театре им. М.Горького. Песня «Камень розовый на дне» в исполнении А. Шедько возглавляла хит-парад белорусского музыкального радио с 27 марта по 2 апреля и с 24 по 30 апреля 1995 г.. В 1999 году создал группу «Сестра». Всего за музыкальную карьеру с 1991 года записал 14 альбомов. Выступал с концертами в Минске и других городах, участвовал в нескольких театральных постановках. С 2009 по 2017 год являлся актёром МХАТа под управлением Т. Дорониной. 29 ноября 2017 года в помещении театра Cockpit (Лондон) состоялась премьера спектакля театра Xameleon по мотивам «Одесских рассказов» Исаака Бабеля с участием Алексея Шедько. С 2020 года живёт в Лондоне.

## Дискография
В составе группы «Доктор Моро»:
- «По колено в небесах» (1991)

В составе группы «Сестра»:
- «Моё» (1999)
- «Несмотря ни на что» (2000)
- «Вход к себе» (2001)
- «Деликатесы № 1» (2002)
- «Диагноз» (2003)
- «Надеждин пароль» (2005)
- «Тайга» (2006)

Сольные альбомы:
- «Бэмс» (1996)
- «Я буду ждать» (1998)
- «Только бы не было холодно» (2011)
- «… только не думай» (2013)
- «Слепой паровоз» (2015)
- «Молния» (2017)

## Театральные постановки
Национальный академический драматический театр имени Максима Горького:
- «Христос и Антихрист» по Д. Мережковскому — Царевич Алексей
- «Опера нищих» Б. Брехта, К. Вайля — Мэкки-Нож
- «Срочно требуется… самоубийца» по пьесе Н. Эрдмана «Самоубийца» — Семен Подсекальников
- «Раскіданае гняздо» Я. Купалы — Сымон
- «Амфитрион» по мотивам Плавта, Мольера и др. — Амфитрион
- «Деметриус» Ф. Шиллера — Деметриус
- «Пойманный сетью» по пьесе «Слишком женатый таксист» Р. Куни — Джон Смит
- «Идеальный муж» О. Уайльда — Сэр Роберт Чилтерн

Московский художественный академический театр имени Максима Горького:
- «Прощание в июне» А. Вампилова — Репников
- «Школа злословия» Р. Шеридана — Крэбтри
- «Не все коту масленица» А. Островского — Ахов
- «Деньги для Марии» В. Распутина — Председатель
- «Ромео и Джульетта» У. Шекспира — Эскал
- «Таня» А. Арбузова — Игнатов

## Фильмография
- 1997 — Мытарь — Алик
- 2004 — Дунечка — дядя Сережа
- 2005 — Стая — музыкант
- 2007 — Чаклун и Румба — полковник Вишняков
- 2008 — Господа офицеры: Спасти императора — чиновник
- 2008 — Краповый берет — Барнс
- 2009 — Инсайт — Андрей Стрельцов